# Правило Траубе
Правило Траубе (англ. Traube's rule) — у розбавлених водних розчинах поверхнево-активної речовини, гідрофільну групу якої становить аліфатичний вуглецевий ланцюг, поверхнева активність збільшується з довжиною ланцюга.